# Somalia en los Juegos Paralímpicos de Río de Janeiro 2016
Somalia estuvo representada en los Juegos Paralímpicos de Río de Janeiro 2016 por un deportista masculino. El equipo paralímpico somalí no obtuvo ninguna medalla en estos Juegos.